# Raped God
Raped God en sus inicios, y actualmente Raped God 666 es una banda mexicana de thrash metal con influencias death metal formada en el año 2000. Influenciada por bandas como Exodus o Destruction, esta banda se caracterizaba por el virtuosismo de su baterista, Saúl Martínez, quien falleció en 2009 a causa de un accidente. The Executioner es considerado uno de los álbumes mejor logrados del thrash metal mexicano. Se espera con ansias un nuevo material de esta banda y que perduren esos poderosos Riffs de Luis Lee, Winchis Muerte, ahora también tomando postura en la voz siendo un nuevo sonido de Raped God 666 acompañado de Roxana Espinosa en la segunda guitarra que desde el inicio en esta banda dio muestra de su talla y Erick Mork Fangorn cumpliendo su trabajo ocupando el tan difícil banquillo que dejó Saúl Martínez.Teniendo un potencial que le da a la banda lo que necesita, el virtuosismo en el instrumento de percusión.

## Alineación actual
- Luis Lee - Guitarras y voz
- Rodrigo Murueta - Bajo
- Erick Mork Fangorn - Batería

### Miembros anteriores
- Eduardo Guevara - Bajo
- Javier Gutiérrez - Bajo
- Édgar García - Bajo
- Leopoldo Flores - Guitarra y voz
- Saúl Martínez - Batería
- Iván Herrera - Batería
- Óscar García - Batería

## Discografía
| Álbum                                | Año  |
| ------------------------------------ | ---- |
| Raped God                            | 2002 |
| Tyrant resurection EP                | 2007 |
| The Executioner                      | 2008 |
| Real Forces of Underground Attack EP | 2009 |